# Dennis - a Monodrama
|  | Denne artikel er oprettet af botten Steenthbot ud fra en ekstern database. Den kan derfor have sproglige fejl eller mangler. Denne skabelon kan fjernes efter kontrol af indholdet. |

Dennis - a Monodrama er en dansk eksperimentalfilm fra 2009 instrueret af Line Kallmayer efter eget manuskript.

## Handling
A perfomative documentary depicting the journey of an experimental journalist travelling to Wichita tracking the traces of a killer and her own imagination of him, Dennis. It is a film about desire, memory, fantasies and mirrors. A monodrama...